# ヴァレリウス・コルドゥス

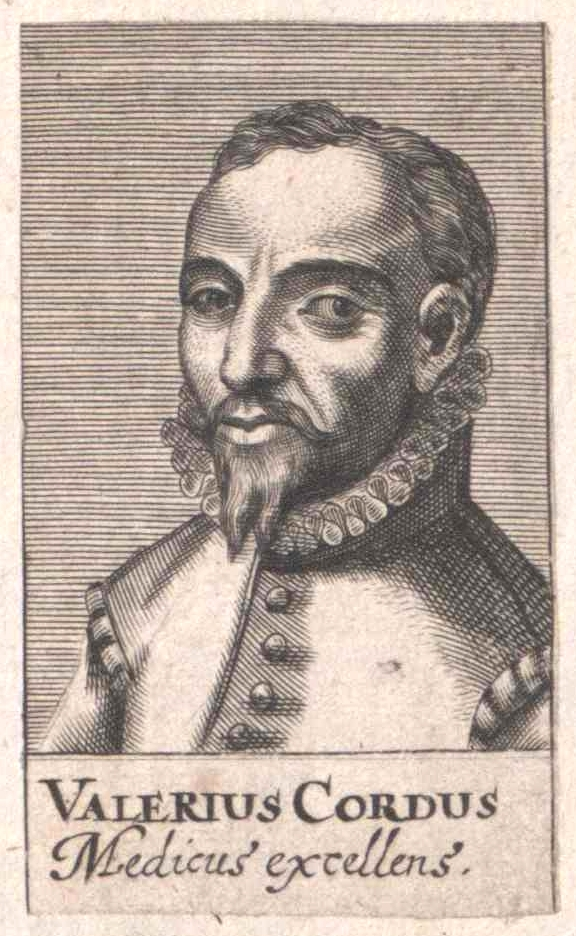
Valerius Cordus

ヴァレリウス・コルドゥス（Valerius Cordus、1515年2月18日 - 1544年9月25日）はドイツの医師、薬学者、植物学者である。画期的な薬局方、『薬法書』（Valerii Cordi Dispensatorium）を著し、死後、ニュルンベルク市によって出版された。また、エーテルの合成を行ったとされる。
エアフルトか、ヘッセン州のカッセルで生まれた。父はルター派の医師、エウリキウス・コルドゥス（Euricius Cordus、本名:Heinrich Ritze、1486-1535)である。父親から植物学と薬学を学び、12歳の時マーブルク大学に入った。16歳で卒業後、ライプツィヒの大学に進むと同時に、ライプツィヒの叔父の薬局で働いた。
1539年にヴィッテンベルク大学で医学の研究と教育のために移り、講義は人気を集めた。講義の概要は、1世紀のギリシャのペダニオス・ディオスコリデスの残した多くの薬草に関する知識を実際に観察から整理したもので、コルドゥスの没後の1549年に、"Annotations on Dioscorides"として出版された。
1540年にエチル・アルコールに硫酸を加えて、エーテルを合成する方法を発見し、発表した。
1542年にドイツ、イタリアで薬草の研究を行い、同時に『Dispensatorium薬法書』を編集し、ニュルンベルク市に提供した。ニュルンベルク市は報酬を払い、1546年に『薬法書』は1巻本で出版された。薬局方としては1498年にフィレンチェ医師・薬剤組合が作成したものがあるが、公定された薬局方としてはヨーロッパ最初のものとなった。1544年にヴィッテンベルク大学から医学号を受け、同年、5巻の植物誌、Historia Plantarumを製作した。植物学的な解説と薬学的な解説がなされていた。
1544年の夏、ヒエロニムス・シュライバーとフランス人博物学者2人とイタリアに調査旅行に赴き、植物の採集のために湿地に入り込み、熱病に罹患した。ローマに運ばれたが同地で死亡した。没後、De Extractione やHistoria Stirpium et Sylvaなどのコルドゥスの著作はコンラート・ゲスナーによって出版された。
ムラサキ科の属、カキバチシャノキ属 (Cordia) に献名されている。